# Comté de Hedmark
Le comté de Hedmark (Hedmark fylke en norvégien) est un ancien comté norvégien situé au sud-est du pays. Voisin des comtés de Sør-Trøndelag, Oppland et Akershus,  son centre administratif se situe à Hamar. Il partage également une frontière commune avec les comtés suédois de Dalarna et Värmland.
Au 1er janvier 2020, les comtés de Hedmark et d'Oppland sont fusionnés au sein du nouveau comté Innlandet.

## Informations générales
Le Hedmark constitue le nord-est de l’Østlandet et le sud-est du pays. Il inclut une grande partie de la frontière avec la Suède. Ses lacs les plus importants sont le Femunden et le Mjøsa. Avec l’Oppland, il est le seul comté à ne pas avoir de littoral.
Au début de l’ère viking, le Hedmark était un petit royaume indépendant, tout comme le Royaume de Solør, situé lui aussi sur le territoire du Hedmark.
Le comté a accueilli les Jeux olympiques de 1994 à Lillehammer. On y trouve également plusieurs villes célèbres pour leur patrimoine historique : Hamar, Kongsvinger, Elverum ou Tynset. Le Hedmark est l’un des comtés les moins urbanisés de Norvège, car la moitié de ses habitants vivent en milieu rural. La population se concentre principalement dans la riche région agricole du sud-est.
Les grandes forêts du Hedmark absorbent une grande partie de l’activité sylvicultrice du pays : le bois coupé est jeté à la rivière Glomma pour que le courant l’amène jusqu’à la côte.

## Communes
Le comté de Hedmark est subdivisé en 22 communes (Kommuner) au niveau local :
- Alvdal
- Åmot
- Åsnes
- Eidskog
- Elverum
- Engerdal
- Folldal
- Grue
- Hamar
- Kongsvinger
- Løten
- Nord-Odal
- Os
- Rendalen
- Ringsaker
- Stange
- Stor-Elvdal
- Sør-Odal
- Tolga
- Trysil
- Tynset
- Våler